# 1814
1814 (MDCCCXIV) var ett normalår som började en lördag i den gregorianska kalendern och ett normalår som började en torsdag i den julianska kalendern.

## Händelser

### Januari
- 5 januari – Det danska fästet Glückstadt kapitulerar för svenskarna, varmed hela Holstein är i svenska händer, vilket ger en god utgångspunkt i fredsförhandlingarna.

- 14 januari – Fred sluts mellan Sverige och Danmark i Kiel. I freden tvingas Danmark avträda Norge till Sverige i utbyte mot svenska Pommern. Därmed upphör den union mellan Danmark och Norge, som har varat sedan 1380. Norrmännen vägrar acceptera fredsbestämmelserna.[1]

### Maj
- 17 maj – I protest mot fredsslutet i Kiel väljer norrmännen den danske prinsen Kristian Fredrik till norsk kung och antar en ny norsk grundlag i Eidsvoll, vilket inte accepteras av Sverige.[2]
- 30 maj – Freden i Paris sluts mellan Sverige och Frankrike i Paris. Frankrikes kung Ludvig XVIII erkänner unionen mellan Sverige och Norge. Sverige avstår ön Guadeloupe till Frankrike.

### Juli
- 26 juli
  - Sveriges senaste krig, det norska fälttåget, inleds, för att tvinga norrmännen gå med på unionsföreningen. Bland annat deltar arvfursten Oscar (sedermera Oscar I) som 15-årig överste.
  - Svenska flottan besegrar den norska i sjöslaget vid Hvalöarna[3] sydöst om den norska staden Fredrikstad.

### Augusti
- 3 augusti – Svenskarna besegras av norrmännen i slaget vid Lier i Norge.
- 5 augusti – Svenskarna besegras av norrmännen i slaget vid Midskog[4] (även känt som slaget vid Matrand).
- 14 augusti
  - Svenskarna besegrar norrmännen i slaget vid Kjölbergs bro.
  - Konventionen i Moss sluts mellan Sverige och Norge. Svenskarna tvingar Kristian Fredrik att avgå och norrmännen att acceptera unionen mellan Sverige och Norge. Därmed är Sveriges senaste krig slut.[5]

Svensk-norska unionen.

### Oktober

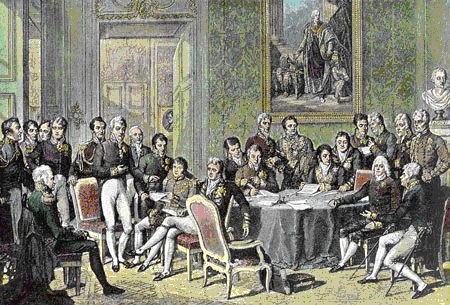
Wienkongressen.

- 1 oktober – Wienkongressen inleds.
- 10 oktober – Kristian Fredrik abdikerar från den norska tronen, till förmån för Karl XIII.

### November
- 4 november – Karl XIII väljs till kung av Norge. Där får han namnet Karl II (Karl I var Karl Knutsson (Bonde) 1449–1450). Unionen blir, tack vare kronprins Karl (XIV) Johans ingripande, dock mycket svagare än vad de svenska adelsmännen har tänkt sig.
- 7 november – Amerikanske generalen Andrew Jackson intar Pensacola i Spanska Florida och kastar ut britterna.[6]
- 23 november - USA:s vicepresident Elbridge Gerry avlider .

### December
- 15 december – Hartfordkonventionen antas av det amerikanska federalistiska partiet.

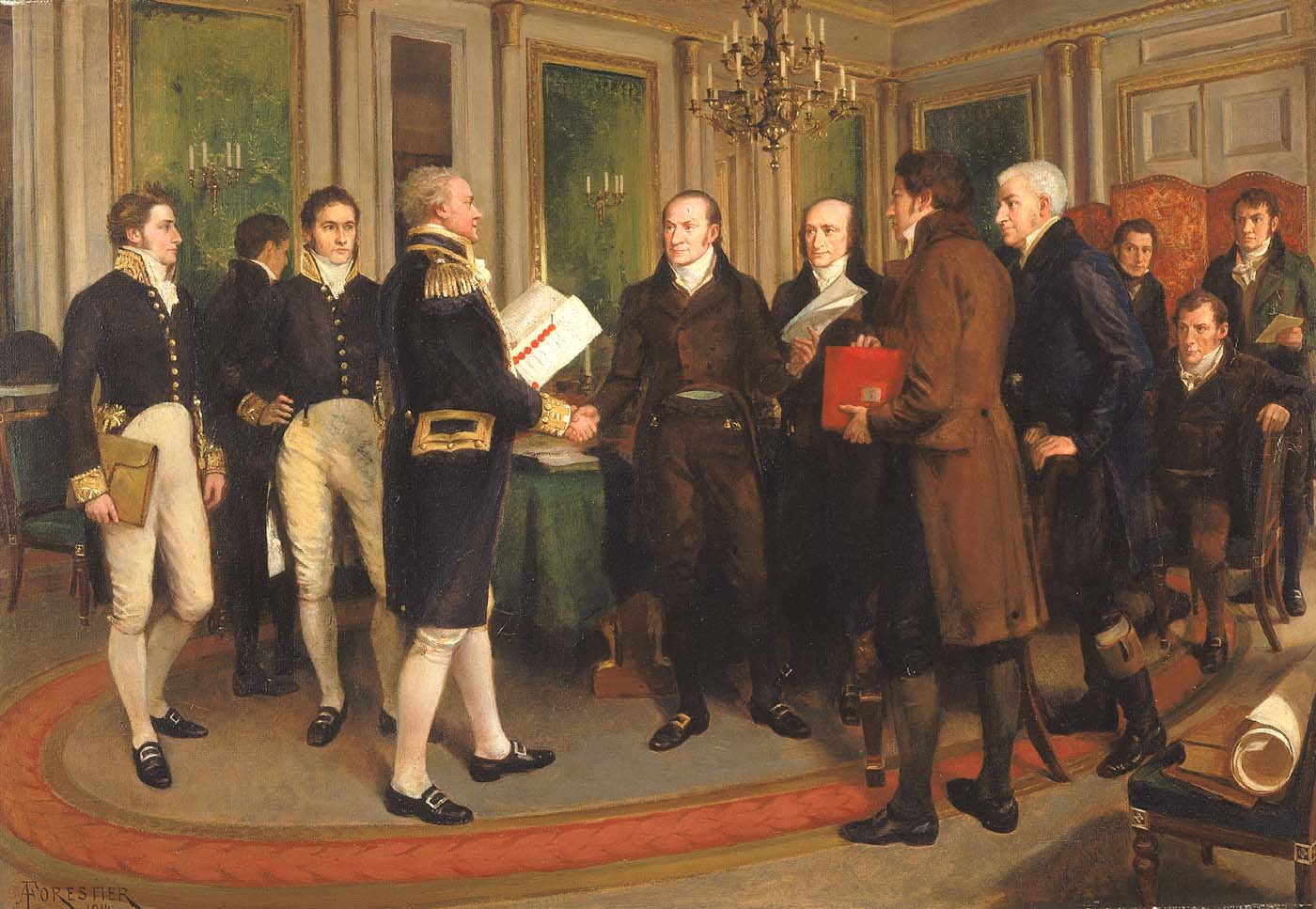
Freden i Gent.

- 24 december – Freden i Gent avslutar officiellt 1812 års krig mellan Storbritannien och USA.

### Okänt datum
- Reguljära stridigheter mellan pirater och amerikanska skepp och eskadrar rasar i Karibien, framförallt på land och till havs vid Kuba, Puerto Rico, Santo Domingo och Yucatan.[6]

## Födda

### Första kvartalet

#### Januari
- 1 januari – William Bigler, amerikansk demokratisk politiker.
- 16 januari – Henning Ludvig Hugo Hamilton, svensk statsman, militär och skriftställare.
- 20 januari – David Wilmot, amerikansk politiker och jurist.
- 27 januari – Eugène Viollet-le-Duc, fransk arkitekt.

#### Februari
- 6 februari – Auguste Chapdelaine, fransk romersk-katolsk präst och tillika missionär, helgon.
- 8 februari – Carl Paul Caspari, norsk-tysk teolog och orientalist.

#### Mars
- 5 mars – Wilhelm von Giesebrecht, tysk historiker.
- 9 mars – Taras Sjevtjenko, ukrainsk författare.
- 12 mars – John C. Ten Eyck, amerikansk republikansk politiker, senator 1859–1865.
- 14 mars – Ferdinand Konrad Bellermann, tysk landskapsmålare.
- 22 mars – Thomas Crawford, amerikansk skulptör.

### Andra kvartalet

#### April
- 29 april – Homer V.M. Miller, amerikansk politiker och läkare, senator 1871.

#### Maj
- 3 maj – Adams George Archibald, kanadensisk politiker.
- 30 maj – Michail Bakunin, rysk revolutionär och agitator.

#### Juni
- 2 juni – William H.H. Ross, amerikansk demokratisk politiker, guvernör i Delaware 1851–1855.
- 11 juni – Felix von Willebrand, finländsk friherre och läkare.

### Tredje kvartalet

#### Juli
- 19 juli – Samuel Colt, amerikansk uppfinnare och vapentillverkare.

#### Augusti
- 13 augusti – Anders Ångström, svensk fysiker och astronom, spektralanalysens fader.

#### September
- 3 september – James Joseph Sylvester, brittisk matematiker.

### Fjärde kvartalet

#### Oktober
- 3 oktober – Hervé Faye, fransk astronom.
- 15 oktober – Michail Lermontov, rysk poet.

#### November
- 1 november – Josiah Gardner Abbott, amerikansk demokratisk politiker, kongressledamot 1876–1877.
- 5 november – Alfred de Bougy, fransk bibliotekarie och författare.
- 22 november – Christian Friedrich von Leins, tysk arkitekt.
- 26 november – Louise Aston, tysk författare och feminist.

#### December
- 19 december – Jean Högqvist, svensk skådespelare.
- 28 december – Jeremiah Clemens, amerikansk demokratisk politiker och författare, senator 1849–1853.

## Avlidna

### Första kvartalet

#### Januari
- 4 januari – Johann Georg Jacobi, 73, tysk poet.
- 5 januari – Nils Henric Liljensparre, 75, svensk polis.

#### Februari
- 26 februari – Johan Tobias Sergel, 73, svensk tecknare och skulptör.

#### Mars
- 26 mars – Joseph Guillotin, 75, fransk läkare.

### Andra kvartalet

#### April
- 12 april – Charles Burney, 88, brittisk kompositör.

#### Maj
- 6 maj – Georg Joseph Vogler, 64, tysk kompositör.

#### Juni
- 8 juni – Friedrich Heinrich Himmel, 48, tysk kompositör.

### Tredje kvartalet

#### Juli
- 19 juli – Matthew Flinders, 40, brittisk sjömilitär och kartograf.
- 28 juli – Benjamin Goodhue, 65, amerikansk politiker, senator 1796–1800.

#### Augusti
- 19 augusti – Gustaf Mauritz Armfelt, 57, svensk hovman, diplomat och kungagunstling.
- 24 augusti – Timothy Bloodworth, amerikansk politiker, senator 1795–1801.

#### September
- 8 september – Maria Karolina av Österrike, 62, Neapels drottning och de facto regent.

### Fjärde kvartalet

#### Oktober
- 10 oktober – Johann Friedrich Droysen, 44, pommersk fysiker, matematiker och astronom.

#### November
- 23 november – Elbridge Gerry, 70, amerikansk politiker, USA:s vicepresident 1813–1814.

#### December
- 24 december – Samuel Hood, engelsk sjömilitär.
- 26 december – Nicolas-François Guillard, 62, fransk librettist.

### Fotnoter
1. ↑  ”Det hände i dag”. http://webnews.textalk.com/se/calendar.php?id=9747&type=month&ds=20110114&list=true.
2. ↑  ”Det hände i dag”. http://webnews.textalk.com/se/calendar.php?id=9747&type=month&ds=20100517&list=true.
3. ↑  ”Fälttåget mot Norge”. historiesajten. http://www.historiesajten.se/krigsinfo.asp?id=31.
4. ↑  ”146. Fälttåget mot Norge 1814”. Arkiverad från originalet den 9 januari 2010. https://web.archive.org/web/20100109110449/http://hem.passagen.se/ludde81/historia/krig/nya_tidens_krig/146_falttaget_mot_Norge.html.
5. ↑  Stig Hadenius/Torbjörn Nilsson, Gunnar Åselius, Sveriges historia – vad varje svensk bör veta, Bonnier Alba 1996
6. 1 2  ”USA:s militära insatser i utlandet 1798-2004”. Arkiverad från originalet den 9 december 2013. https://web.archive.org/web/20131209174005/http://www.history.navy.mil/library/online/forces.htm. Läst 30 januari 2011.